# 1987 SV12
1987 SV12 är en asteroid i huvudbältet som upptäcktes den 18 september 1987 av den belgiske astronomen Henri Debehogne vid La Silla-observatoriet.
Den har en diameter på ungefär 13 kilometer och den tillhör asteroidgruppen Themis.